# Lukas Schmitz
Lukas Schmitz (ur. 13 października 1988 w Hattingen) – niemiecki piłkarz grający na pozycji pomocnika. Od 2021 roku jest na sportowej emeryturze.
Jest wychowankiem klubu DJK Märkisch Hattingen. W czasach juniorskich występował również w klubach: TuS Bredenscheid, VfL Bochum oraz TSG Sprockhövel, w którym zaczął grać również jako senior. W latach 2007–2009 występował w rezerwach VfL Bochum. W lipcu 2009 roku podpisał kontrakt z FC Schalke 04. Był to transfer bezgotówkowy. W Bundeslidze zadebiutował 18 września 2009 roku w meczu z VfL Wolfsburg, zaś pierwszą ligową bramkę zdobył 25 października 2009 roku w meczu z Hamburger SV. W 2011 roku przeszedł do Werderu Brema, w 2014 do Fortuny Düsseldorf. Po karierze w Niemczech wyjechał za granicę, trafiając w 2018 roku do austriackiego klubu Wolfsberger AC. W 2020 przeniósł się do holenderskiego VVV Venlo, gdzie rok później zakończył karierę.